# 釧網本線
釧網本線（日语：／ Senmō honsen */?）是一條連結北海道網走市的網走站與釧路市的東釧路站，屬於北海道旅客鐵道（JR北海道）的鐵路線（地方交通線）。
國土交通省鐵道局監修《鐵道要覽》與JR軌道名稱公告內均將東釧路站列為起點，但是列車運行上網走開往釧路的列車都作為下行。此處以網走站為起點記述。

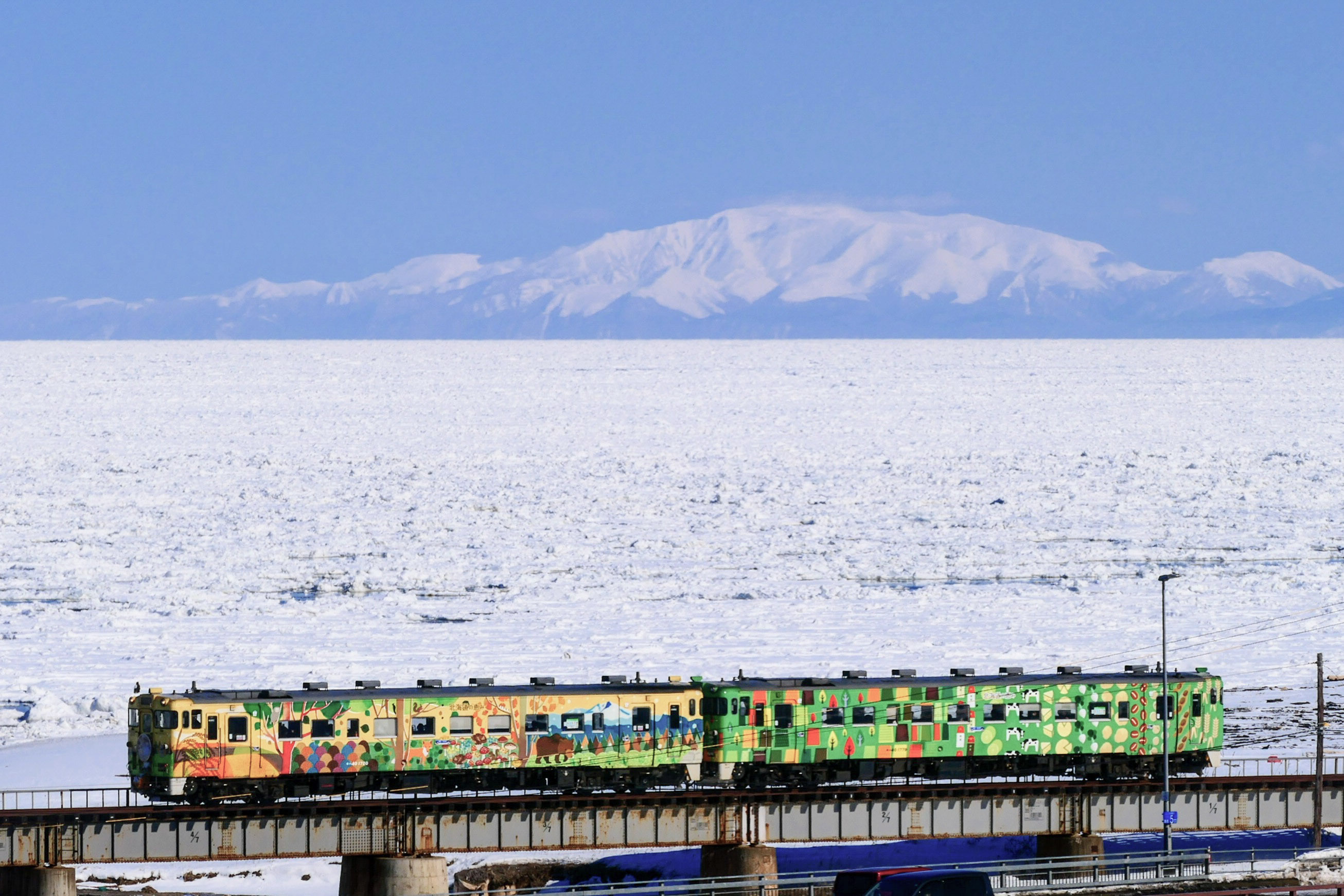
原生花園站至北濱站間的國鐵KiHa40系臨時列車「流冰物語號」 (2025年2月)

## 路線資料
- 管轄（事業類別）：北海道旅客鐵道（第一種鐵道事業）
- 路段（營業距離）網走站－東釧路站間 166.2公里[3]
  - 網走站－桂台站間由旭川支社（日语：北海道旅客鉄道旭川支社）管轄，鱒浦站－東釧路站間由釧路支社管轄。兩間支社的邊界在東釧路起計163.6公里地點[4]（網走隧道的釧路方出入口附近）。
- 站數：27個（包括起終點站）[3]
  - 旅客站：26個（當中有1個臨時站）
  - 貨物站：0個
  - 信號場：0個
    - 若只限屬於釧網本線的車站，排除起終點站（網走站屬於石北本線，東釧路站屬於根室本線[5]）則為25個（當中有臨時站1個）。
- 軌距：1,067毫米（窄軌）
- 複線路段：沒有（全線單線）
- 電氣化路段：沒有（全線非電氣化（日语：非電化））
- 閉塞方式：特殊自動閉塞式（電子符號照查式）
- 可交會車站參見車站列表。
- 车速限制：80公里/小時

## 歷史

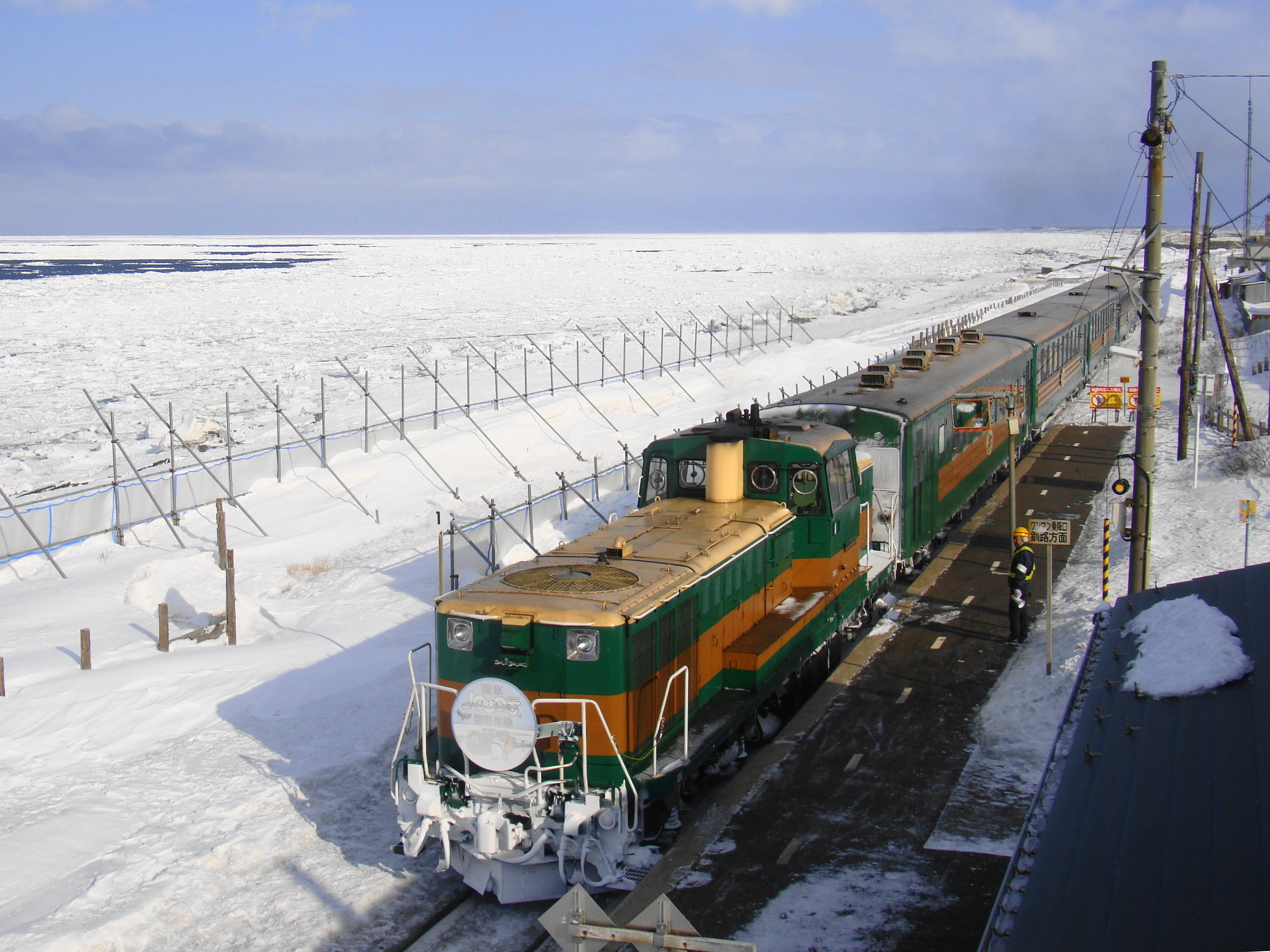
臨時觀光列車「流冰慢車」

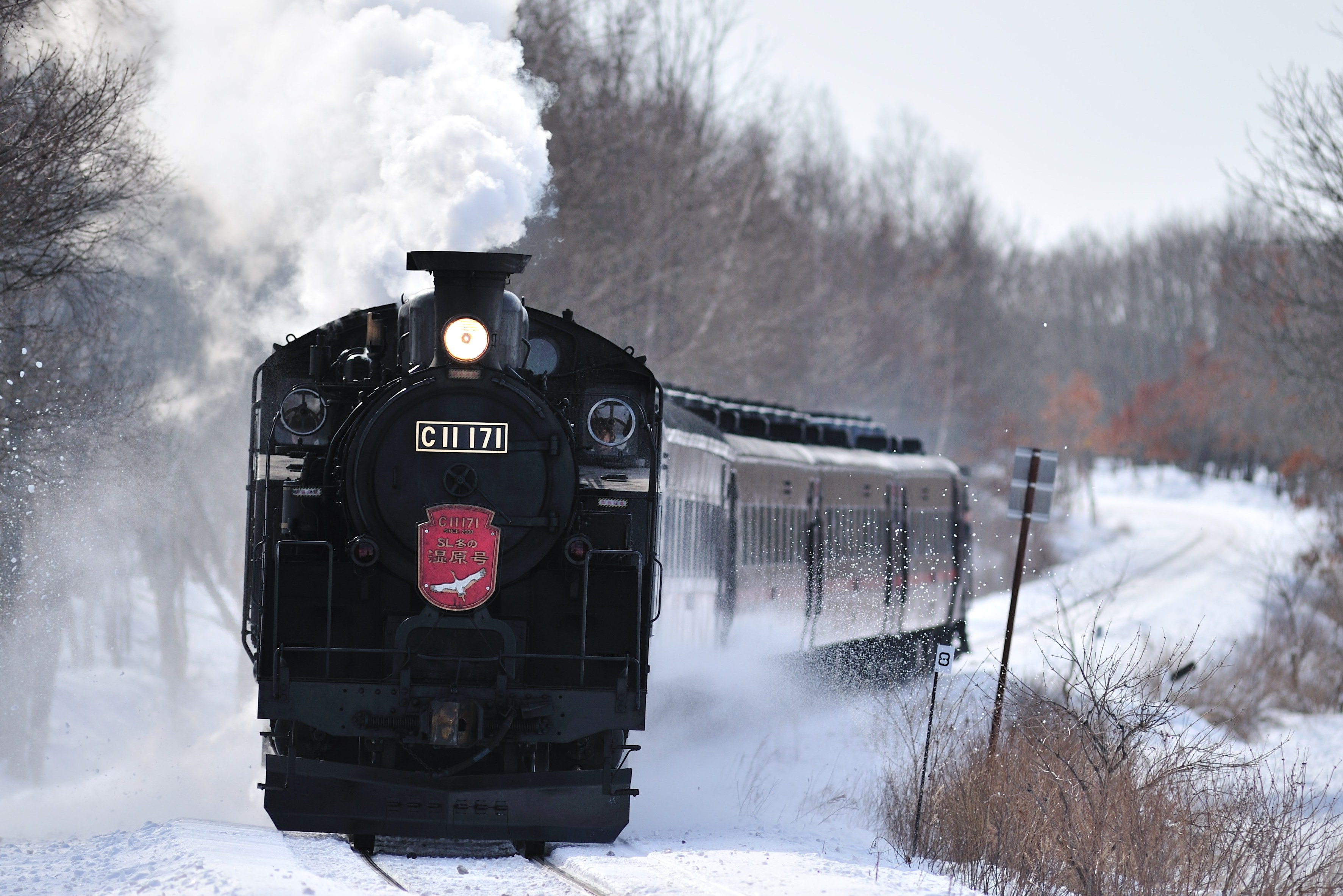
臨時觀光蒸氣列車「冬之濕原」

為了連接位於太平洋沿岸的釧路及鄂霍次克海沿岸的網走，於是開始建設此線。在網走方面，主要是延長當時的網走本線並在1924年至1929年期間延伸至札鶴（現在的札弦站）；而在釧路方面，則是以釧網線在1927年至1930年期間延伸至川湯（現在的川湯溫泉站）。此外，標茶 - 弟子屈（現在的摩周站）之間則是利用在1896年被廢除的釧路鐵道的舊有鐵路路基。
1931年，川湯 - 札鶴之間開始營業，全線完工開始運營，同時釧網線被編入網走本線，之後網走本線於1936年改稱釧網本線。1959年臨時準急列車「摩周」升格為定期列車，之後改名「知床」與「和琴」，知床號延駛至網走，並運營至1986年。
在1987年國鐵分割民營化後，由於途經能夠觀賞到鄂霍次克海浮冰的小清水原生花園、知床半島、以及位於阿寒摩周國立公園的摩周湖、釧路濕地等地點，擁有豐富的旅遊資源，因此JR北海道將本線打造為旅遊路線，開行多趟觀光列車，並設置新的車站及將原有的車站改名來振興路線。1989年作為優等列車的代替，開行普通列車快速知床號，2018年改稱知床摩周號。

### 年表

#### 網走本線
- 1924年（大正13年）11月15日 - 網走本線網走（初代） - 北濱（7.2英里／11.6公里）延伸開始營業。新設車站：鱒浦、藻琴、北濱
- 1925年（大正14年）11月10日 - 北濱 - 斜里（16.0英里／25.7公里）延伸開始營業。新設車站：濱小清水、止別、斜里
- 1929年（昭和4年）11月14日 - 斜里 - 札鶴（12.2英里／19.6公里）延伸開始營業。新設車站：猿間川、上斜累、札鶴

#### 釧網線
- 1927年（昭和2年）9月15日 - 釧網線釧路 - 標茶（29.9英里／48.1公里）開始營業（別保號誌站作為與根室本線之間的分歧車站）。新設車站：別保（號誌站）、遠矢、細岡、塘路、茅沼、五十石、標茶
- 1928年（昭和3年）11月1日 - 別保號誌站改為東釧路車站，起點站由釧路改為東釧路（減少1.8英里／減少2.9公里）
- 1929年（昭和4年）8月15日 - 標茶 - 弟子屈（15.7英里／25.3公里）延伸開始營業。新設車站：磯分內、南弟子屈、弟子屈
- 1930年（昭和5年）8月20日 - 弟之屈 - 川湯（9.9英里／15.9公里）延伸開始營業。新設車站：美留和、川湯

#### 全線通行後
- 1931年9月20日：札鶴 - 川湯（14.2英里／22.8公里）延伸及全線開始營業。釧網線：網走 - 東釧路（103.3英里／166.3公里）（網走本線網走 - 札弦之間及釧網線被編入）。新設車站：上札鶴
- 1932年12月1日：網走車站被轉移。網走（初代） - 鱒浦被廢除（減少3.9英里／6.3公里）。網走（2代） - 鱒浦（3.9英里／6.2公里）開始營業。網走（初代）改稱為濱網走。
- 1936年10月29日：路線改稱為釧網本線。
- 1950年9月10日：猿間川車站改稱為中斜里車站。
- 1952年11月15日：古樋車站改稱為濱小清水車站。
- 1956年4月10日：上札鶴、札鶴及上斜里車站分別改稱為綠、札弦及清里町車站。
- 1959年5月1日：新設釧路 - 摩周間定期準急列車「摩周」。
- 1962年10月1日：新設車站：南斜里
- 1964年6月1日：新設臨時停靠站：原生花園
- 1967年4月1日：新設臨時停靠站：桂台
- 1978年10月2日：廢除臨時停靠站：原生花園
- 1986年11月1日：急行列車「知床」停運。

#### 民營化後
- 1987年：

- 4月1日：國鐵分割民營化後，由北海道旅客鐵道（第1種）、日本貨物鐵道（第2種）繼承。桂台臨時停靠站升格為車站。
- 7月1日：新設臨時車站：原生花園

- 1988年7月23日：新設臨時車站：釧路濕原
- 1989年

- 3月13日：川湯車站改稱為川湯溫泉車站。
- 6月24日：臨時觀光列車「釧路濕原慢車」開始運營。

- 1990年

- 2月10日：臨時觀光列車「流冰慢車」開始運營。
- 11月20日：弟子屈車站改稱為摩周車站。

- 1991年11月1日：全線一人控制化。
- 1996年12月1日：釧路濕原臨時車站升格為車站。
- 1998年4月11日：斜里車站改稱為知床斜里車站。
- 2001年9月16日：釧網本線全線通行70周年紀念慶典儀式舉行。
- 2002年4月1日：日本貨物鐵道全線被廢除（減少166.2公里）。
- 2016年：

- 2月28日：臨時觀光列車「流冰慢車」結束運營。
- 8月21日：由於受到颱風蒲公英的降雨影響，造成部份車站泥沙及雨水湧入等。因此，東釧路 - 知床斜里之間停止運作。
- 9月9日：東釧路 - 摩周之間恢復營運。但之後由於雨水湧入再次停止運作。
- 9月14日：東釧路 - 摩周之間恢復營運。
- 9月16日：摩周 - 知床斜里之間恢復營運。

- 2017年

- 1月28日：臨時觀光列車「流冰物語」開始運營。
- 3月4日：五十石站廢站。

- 2018年3月17日：時間表修正起，列車名稱改為「知床摩周號」。[6]
- 2020年3月14日: 南弟子屈站廢站。
- 2021年3月13日：南斜里站廢站。

## 運營
在釧路一側釧網本線終點站是東釧路，但所有列車都直通至釧路。國鐵時代曾有「知床」等優等列車運營，但於1986年廢止，此後僅有定期列車僅有普通列車，1989年開行快速知床號是目前定期列車中唯一的非各停列車，2018年改稱知床摩周號，目前每日開行1往復。各停的普通列車中，全線直通運營的每日共有4往復。

### 網走 - 綠
除全線直通運營列車外，另有區間列車網走 - 知床斜里1.5往復，和網走 - 綠1班。此外還設有直通石北本線北見站的列車，其中1往復自知床斜里發車，另外1班自綠站發車。冬季期間有臨時觀光列車「流冰物語」運營。JR北海道曾於2007、2008年在本路段實驗雙模式車輛，但之後未正式投入使用。

### 綠 - 川湯溫泉
本區間僅全線直通運營列車，每日5往復，4往復各停，及1往復快速知床摩周號。本路段為陡坡、急彎、多雪路段，限定日本國鐵KiHa54型柴聯車運行。

### 川湯溫泉 - 釧路
除全線直通運營列車外，另有區間列車川湯溫泉 - 釧路1班，及摩周 - 釧路1.5往復。

## 車輛
- KiHa54型：運營釧網本線大多數列車。
- KiHa40系：運營部分區間列車，或於觀光旺季KiHa54型擔當觀光列車時，作為補充列車使用
- 自 2024 年 3 月起，H100 系列（DECMO）已在釧網本線普遍投入运营，并全面替代原先的 KiHa 40 / 54 系。

## 車站列表
為方便起見，東釧路側所有列車都直通的根室本線釧路站亦一併記載。雖然全線都設有車站編號，但此處不按照車站編號順序，而是以網走站起下行方向記述。車站編號的詳細資料參見「日本車站編號」。
- （臨）：臨時站
- 停靠站
  - 普通…基本上停靠所有車站，有一部分列車通過▽的車站（原生花園站與釧路濕原站參見下面）
  - 快速「知床摩周號」…●的車站停靠，■的車站只在限定期間停靠（參見下面），｜的車站通過
  - ※1 原生花園站：5月1日（部分列車是4月29日）－10月31日除部分夜間列車以外停靠。期間以外所有列車通過
  - ※2 釧路濕原站：快速「知床摩周號」往釧路和部分上行日間普通列車全年停靠。5月1日－11月30日除末班車以外所有列車停靠。
- 軌道（全線單線） … ◇：可列車交會，｜：不可列車交會
- 所有車站都位於北海道內

| 路線名稱 | 車站編號 | 中文站名       | 日文站名 | 英文站名 | 站間營業距離 | 累計營業距離 | 快速 知床摩周號                      | 接續路線、備註                       | 軌道 | 所在地       | 所在地 | 所在地   |
| -------- | -------- | -------------- | -------- | -------- | ------------ | ------------ | ------------------------------------ | ------------------------------------ | ---- | ------------ | ------ | -------- |
| 釧網本線 | A69      | 網走           |          |          | -            | 0.0          | ●                                    | 北海道旅客鐵道：石北本線             | ◇    | 鄂霍次克管內 | 網走市 | 網走市   |
| 釧網本線 | B79      | 桂台           |          |          | 1.4          | 1.4          | ●                                    |                                      | ｜   | 鄂霍次克管內 | 網走市 | 網走市   |
| 釧網本線 | B78      | 鱒浦           |          |          | 4.8          | 6.2          | ●                                    |                                      | ｜   | 鄂霍次克管內 | 網走市 | 網走市   |
| 釧網本線 | B77      | 藻琴           |          |          | 2.5          | 8.7          | ●                                    |                                      | ｜   | 鄂霍次克管內 | 網走市 | 網走市   |
| 釧網本線 | B76      | 北濱           |          |          | 2.8          | 11.5         | ●                                    |                                      | ｜   | 鄂霍次克管內 | 網走市 | 網走市   |
| 釧網本線 | B75      | （臨）原生花園 |          |          | 5.4          | 16.9         | ■                                    | ※1                                   | ｜   | 鄂霍次克管內 | 斜里郡 | 小清水町 |
| 釧網本線 | B74      | 濱小清水       |          |          | 3.2          | 20.1         | ●                                    |                                      | ◇    | 鄂霍次克管內 | 斜里郡 | 小清水町 |
| 釧網本線 | B73      | 止別           |          |          | 5.7          | 25.8         | ●                                    |                                      | ｜   | 鄂霍次克管內 | 斜里郡 | 小清水町 |
| 釧網本線 | B72      | 知床斜里       |          |          | 11.5         | 37.3         | ●                                    |                                      | ◇    | 鄂霍次克管內 | 斜里郡 | 斜里町   |
| 釧網本線 | B71      | 中斜里         |          |          | 4.6          | 41.9         | ●                                    |                                      | ｜   | 鄂霍次克管內 | 斜里郡 | 斜里町   |
| 釧網本線 | B69      | 清里町         |          |          | 7.3          | 49.2         | ●                                    |                                      | ◇    | 鄂霍次克管內 | 斜里郡 | 清里町   |
| 釧網本線 | B68      | 札弦           |          |          | 7.8          | 57.0         | ●                                    |                                      | ｜   | 鄂霍次克管內 | 斜里郡 | 清里町   |
| 釧網本線 | B67      | 綠             |          |          | 8.3          | 65.3         | ●                                    |                                      | ◇    | 鄂霍次克管內 | 斜里郡 | 清里町   |
| 釧網本線 | B66      | 川湯溫泉       |          |          | 14.5         | 79.8         | ●                                    |                                      | ◇    | 釧路管內     | 川上郡 | 弟子屈町 |
| 釧網本線 | B65      | 美留和         |          |          | 7.2          | 87.0         | ●                                    |                                      | ｜   | 釧路管內     | 川上郡 | 弟子屈町 |
| 釧網本線 | B64      | 摩周           |          |          | 8.7          | 95.7         | ●                                    |                                      | ◇    | 釧路管內     | 川上郡 | 弟子屈町 |
| 釧網本線 | B62      | 磯分內         |          |          | 6.5          | 110.4        | ●                                    |                                      | ｜   | 釧路管內     | 川上郡 | 標茶町   |
| 釧網本線 | B61      | 標茶           |          |          | 10.6         | 121.0        | ●                                    |                                      | ◇    | 釧路管內     | 川上郡 | 標茶町   |
| 釧網本線 | B59      | 茅沼           |          |          | 13.9         | 134.9        | ●                                    |                                      | ｜   | 釧路管內     | 川上郡 | 標茶町   |
| 釧網本線 | B58      | 塘路           |          |          | 7.0          | 141.9        | ●                                    |                                      | ◇    | 釧路管內     | 川上郡 | 標茶町   |
| 釧網本線 | B57      | （臨）細岡     |          |          | 7.2          | 149.1        | ｜                                   |                                      | ｜   | 釧路管內     | 釧路郡 | 釧路町   |
| 釧網本線 | B56      | 釧路濕原       |          |          | 2.4          | 151.5        | ■                                    | ※2                                   | ｜   | 釧路管內     | 釧路郡 | 釧路町   |
| 釧網本線 | B55      | 遠矢           |          |          | 7.3          | 158.8        | ●                                    |                                      | ｜   | 釧路管內     | 釧路郡 | 釧路町   |
| 釧網本線 | B54      | 東釧路         |          |          | 7.4          | 166.2        | ●                                    | 北海道旅客鐵道：根室本線（根室方向） | ◇    | 釧路管內     | 釧路市 | 釧路市   |
| ＊       | B54      | 東釧路         |          |          | 7.4          | 166.2        | ●                                    | 北海道旅客鐵道：根室本線（根室方向） | ◇    | 釧路管內     | 釧路市 | 釧路市   |
| K53      | 釧路     |                |          | 2.9      | 169.1        | ●            | 北海道旅客鐵道：根室本線（帶廣方向） | ◇                                    |      | 釧路管內     | 釧路市 | 釧路市   |

- ＊：東釧路站－釧路站間是根室本線（花咲線）

### 過去的接續路線
- 網走站：湧網線 - 1987年3月20日廢除
- 藻琴站：東藻琴村營軌道 - 1961年10月5日廢除
- 濱小清水站：小清水軌道 - 1952年12月14日廢除
- 止別站：北見鐵道 - 1939年8月25日廢除
- 斜里站（現在的知床斜里站）：根北線 - 1970年12月1日廢除
- 標茶站：標津線 - 1989年4月30日廢除

### 廢站
括弧內的距離是網走站起計的營業距離。
- 南斜里站（B70）: 2021年3月11日廢站。中斜里站－清里町站間（44.1公里）
- 南弟子屈站（B63）: 2020年3月14日廢站。矶分内－摩周站間 (103.9公里）
- 五十石站（B60）: 2017年3月4日廢站。標茶站－茅沼站間（129.5公里）

### 來源
1. ↑  横平, 1999, (『土木史研究』第19号 353-360頁
2. ↑  『鉄道要覧 平成18年度』 22頁
3. 1 2  『歴史でめぐる鉄道全路線 国鉄・JR』 釧網本線／石北本線 5頁
4. ↑  . 北海道旅客鉄道釧路支社.   [2014-03-27]. （原始内容存档于2014年3月27日） （日语）.
5. ↑  『停車場変遷大事典 国鉄・JR編 I』
6. 1 2   (PDF). 北海道旅客鐵道. 2017-12-15  [2017-12-15]. （原始内容存档 (PDF)于2017-12-15） （日语）.
7. ↑   (PDF) (新闻稿). 北海道旅客鉄道. 2016-02-24  [2016-02-28]. （原始内容存档 (PDF)于2016年2月28日） （日语）.
8. ↑   (PDF) (新闻稿). 北海道旅客鉄道. 2017-10-20  [2019-10-18]. （原始内容存档 (PDF)于2018-01-29）.

### 報道發表資料
1. ↑   (PDF) (新闻稿). 北海道旅客鉄道. 2016-11-18  [2016-11-18]. （原始内容 (PDF)存档于2016年11月18日） （日语）.

## 延伸閱讀

### 資料
- 北海道旅客鉄道釧路支社（編）. 鉄道百年の歩み：JR釧路支社 (北海道旅客鉄道釧路支社). 2001-12. 已忽略未知参数|ncid= (帮助); 缺少或|title=为空 (帮助)
- 国土交通省鉄道局（監修）. 鉄道要覧 平成18年度 (電気車研究会・鉄道図書刊行会). 2006-10-20: 22. 缺少或|title=为空 (帮助)
- 釧路市地域史研究会（編）. 釧路市地域史料室（編）. 釧路市統合年表：釧路市・阿寒町・音別町合併1周年記念 (釧路市). 2006-10. 已忽略未知参数|ncid= (帮助); 缺少或|title=为空 (帮助)

### 書籍
- 石野哲（編集長）.  Ⅰ. JTBパブリッシング. 1998-09-19. ISBN 978-4-533-02980-6. ISBN 4-533-02980-9.
- 石野哲（編集長）.  Ⅱ. JTBパブリッシング. 1998-09-19. ISBN 978-4-533-02980-6. ISBN 4-533-02980-9.
- 田中和夫（監修）. . 上巻 国鉄・JR線. 北海道新聞社（編集）. 2002-07-15: 106–113頁,311–319頁. ISBN 978-4-89453-220-5. ISBN 4-89453-220-4.

### 雜誌
- 曽根悟（監修）. 朝日新聞出版分冊百科編集部（編集） , 编. . 週刊朝日百科. 28号 道東の大自然の中をゆく縦断路線 釧網本線／石北本線. 朝日新聞出版. 2010-01-19: 5–15頁,29頁. 已忽略未知参数|ncid= (帮助)
- JTB時刻表 (JTBパブリッシング). 缺少或|title=为空 (帮助)
- JTB時刻表 (JTBパブリッシング). 缺少或|title=为空 (帮助)

### 論集
- 横平 弘.  (PDF). 土木史研究 (土木学会 土木史研究委員会). 1999-05, (19号): 353-360  [2017-10-24]. （原始内容存档 (PDF)于2011-04-28）.
- 横平弘. . 土木史研究 (土木学会). 1995, 15: 207–214. doi:10.2208/journalhs1990.15.207.

## 外部連結
- JR北海道官方網站 （页面存档备份，存于）（日文，英文，中文繁體，韓文）